# David Nesvorný
David Nesvorný (* 1969) ist ein tschechischer Astronom. Der Asteroid des äußeren Hauptgürtels (7999) Nesvorný ist nach ihm benannt.

## Leben
Von 1987 bis 1992 studierte Nesvorný Physik mit Spezialisierung auf Astronomie an der Karls-Universität in Prag, promovierte an der Universidade de São Paulo. Nach einem zweijährigen Postdoc-Aufenthalt am Observatoire de Nice in Nizza arbeitet er seit 2001 in der Abteilung für Weltraumstudien des Southwest Research Institute in Boulder (Colorado, Vereinigte Staaten).

## Tätigkeit
Von 1994 bis Mai 2022 veröffentlichte Nesvorný insgesamt 278 begutachteten Artikel in internationalen Fachzeitschriften, darunter Nature, Science und The Astrophysical Journal. Er beschäftigt sich mit Planetologie, Photometrie, Planeten, Astronomie, Astrophysik, Dunkler Materie und Kosmologie. Seine Werke stellen bedeutenden Fortschritt in der Erforschung der Asteroiden und der Entwicklung des Sonnensystems dar.  Durch die Zitierung seiner Artikel durch andere Autoren beträgt sein h-Index 67 im Mai 2022.
Bei der Dokumentarserie Space’s Deepest Secrets, die seit 2016 produziert wird, war er 2016 an der elften Folge der ersten Staffel (Secret History of the Solar System) beteiligt. Ein weiterer Auftritt in einer Dokumentarserie war in der seit 1964 produzierten Fernsehserie Horizon, bei der er an der siebten Folge der 51. Staffel (Secrets of the Solar System) beteiligt war.